# Albrecht von Mülinen

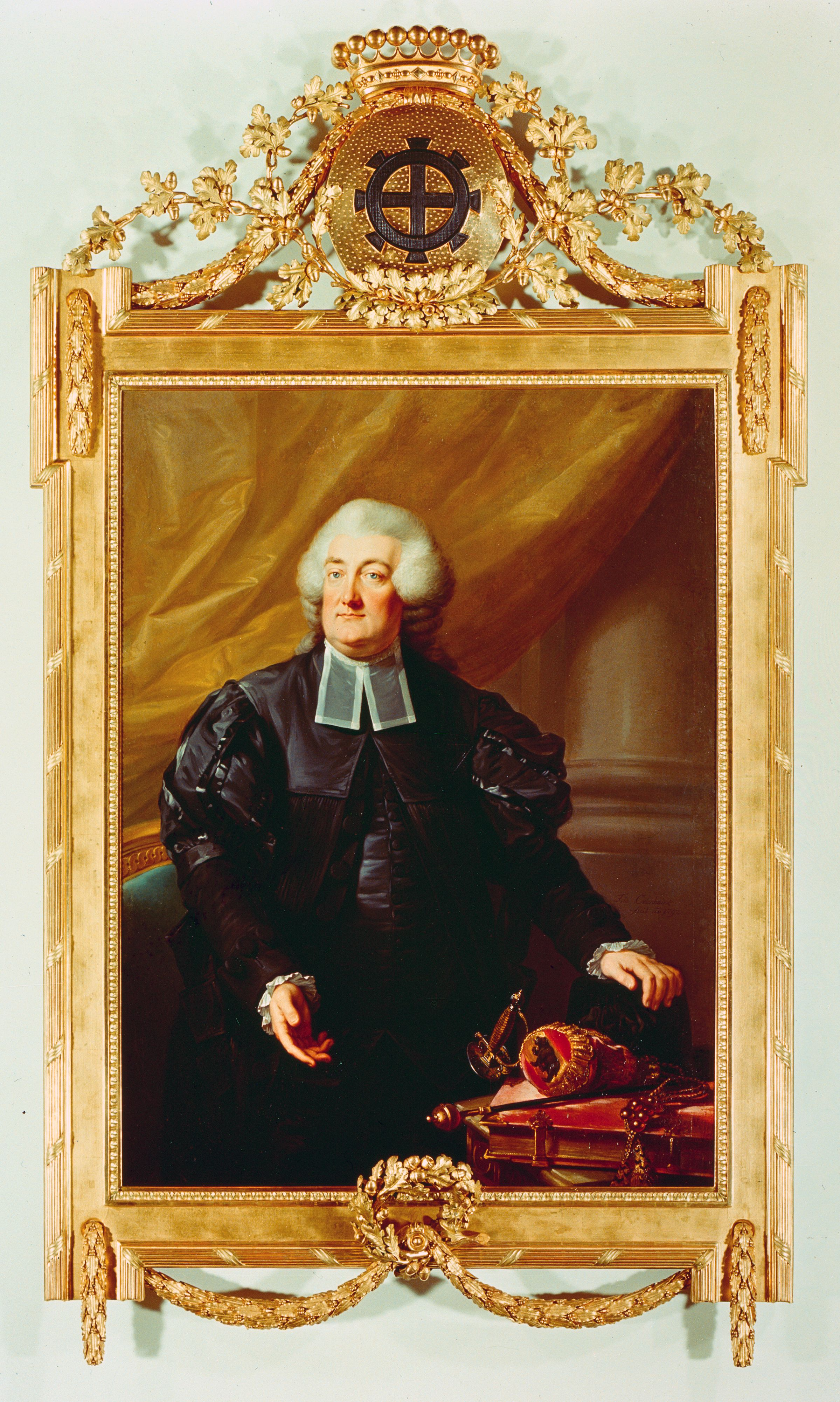
Albrecht von Mülinen, Porträt von August Friedrich Oelenhainz, Öl auf Leinwand (1792)

Albrecht von Mülinen (* 12. Februar 1732 in Bern; † 13. Dezember 1807 ebenda) war ein Schweizer Politiker und Schultheiss der Stadt und Republik Bern.
1764 gelangte Mülinen in den Grossen Rat. In den Jahren 1769 bis 1774 war er Landvogt in Laupen. 1774 wurde er Mitglied des Kleinen Rats, ab 1778 war er Venner zu Schmieden, 1782 Gesandter Berns zur Beilegung der Freiburger Unruhen und ab 1783 Welschseckelmeister. Ab 1791 vertrat Mülinen als Schultheiss gemeinsam mit Niklaus Friedrich von Steiger eine Politik, die sich gegen Frankreich wandte. Beim Einmarsch der Franzosen wurde er 1798 als Geisel nach Strassburg gebracht. Er betrieb genealogische Studien.